# Leichtathletik-Südamerikameisterschaften 2023
Die 53. Leichtathletik-Südamerikameisterschaften fanden vom 28. bis 30. Juli in São Paulo in Brasilien statt, das damit zum fünften Mal Ausrichter der Südamerikameisterschaft war.

## Frauen

### 100 m
| Platz | Athletin                  | Land | Zeit (s)  |
| ----- | ------------------------- | ---- | --------- |
| 1     | Vitória Cristina Rosa     | BRA  | 11,17 =CR |
| 2     | Ángela Tenorio            | ECU  | 11,30     |
| 3     | Aimara Nazareno           | ECU  | 11,38     |
| 4     | Natalia Linares           | COL  | 11,43     |
| 5     | Anaís Hernández           | CHI  | 11,46     |
| 6     | María Victoria Woodward   | ARG  | 11,47     |
| 7     | María Florencia Lamboglia | ARG  | 11,50     |
|       | Lorraine Martins          | BRA  | DNF       |

Finale: 28. Juli
Wind: +0,7 m/s

### 200 m
| Platz | Athletin                  | Land | Zeit (s) |
| ----- | ------------------------- | ---- | -------- |
| 1     | Nicole Caicedo            | ECU  | 22,81 PB |
| 2     | Shary Vallecilla          | COL  | 23,07    |
| 3     | Ana Azevedo               | BRA  | 23,13    |
| 4     | Martina Weil              | CHI  | 23,16    |
| 5     | Aimara Nazareno           | ECU  | 23,42    |
| 6     | Melany Bolaño             | COL  | 23,77    |
| 7     | María Florencia Lamboglia | ARG  | 23,92    |
|       | María Victoria Woodward   | ARG  | DNS      |

Finale: 30. Juli
Wind: +2,0 m/s

### 400 m
| Platz | Athletin           | Land | Zeit (s) |
| ----- | ------------------ | ---- | -------- |
| 1     | Martina Weil       | CHI  | 51,11 CR |
| 2     | Evelis Aguilar     | COL  | 51,41    |
| 3     | Nicole Caicedo     | ECU  | 51,53 NR |
| 4     | Tiffani Marinho    | BRA  | 51,83    |
| 5     | Tábata de Carvalho | BRA  | 53,63    |
| 6     | Jennifer Padilla   | COL  | 54,29    |
| 7     | Virginia Villalba  | ECU  | 54,86    |
| 8     | Cecilia Gómez      | BOL  | 55,37    |

Finale: 29. Juli

### 800 m
| Platz | Athletin          | Land | Zeit (min) |
| ----- | ----------------- | ---- | ---------- |
| 1     | Flávia de Lima    | BRA  | 2:01,82    |
| 2     | Déborah Rodríguez | URU  | 2:03,94    |
| 3     | Berdine Castillo  | CHI  | 2:04,16    |
| 4     | Jaqueline Weber   | BRA  | 2:04,87    |
| 5     | Andrea Calderón   | ECU  | 2:05,68    |
| 6     | Martina Escudero  | ARG  | 2:05,83    |
| 7     | Leidy Sinisterra  | COL  | 2:08,83    |
| 8     | Tania Guasace     | BOL  | 2:11,54    |

30. Juli

### 1500 m
| Platz | Athletin            | Land | Zeit (min) |
| ----- | ------------------- | ---- | ---------- |
| 1     | Fedra Luna          | ARG  | 4:14,52    |
| 2     | July da Silva       | BRA  | 4:16,11    |
| 3     | María Pía Fernández | URU  | 4:16,78    |
| 4     | Jaqueline Weber     | BRA  | 4:18,10    |
| 5     | Carmen Alder        | ECU  | 4:24,15    |
| 6     | Andrea Calderón     | ECU  | 4:25,11    |
| 7     | Josefa Quezada      | CHI  | 4:26,12    |
| 8     | Shellcy Sarmiento   | COL  | 4:33,46    |

28. Juli

### 5000 m
| Platz | Athletin          | Land | Zeit (min) |
| ----- | ----------------- | ---- | ---------- |
| 1     | Fedra Luna        | ARG  | 16:06,00   |
| 2     | Thalía Valdivia   | PER  | 16:12,45   |
| 3     | Muriel Coneo      | COL  | 16:20,82   |
| 4     | Simone Ferraz     | BRA  | 16:31,53   |
| 5     | Giselle Álvarez   | CHI  | 16:46,57   |
| 6     | Carolina Lozano   | ARG  | 16:52,85   |
| 7     | Zeyli Quintanilla | PER  | 17:57,06   |

30. Juli

### 10.000 m
| Platz | Athletin                    | Land | Zeit (min) |
| ----- | --------------------------- | ---- | ---------- |
| 1     | Luz Mery Rojas              | PER  | 34:25,0    |
| 2     | Thalía Valdivia             | PER  | 34:26,0    |
| 3     | Daiana Ocampo               | ARG  | 34:28,2    |
| 4     | Silvia Ortiz                | ECU  | 34:32,1    |
| 5     | Muriel Coneo                | COL  | 34:35,0    |
| 6     | Rosa Chacha                 | ECU  | 35:06,0    |
| 7     | Jenifer do Nascimento Silva | BRA  | 35:46,5    |
| 8     | Giselle Álvarez             | CHI  | 34:49,9    |

28. Juli

### 100 m Hürden
| Platz | Athletin                | Land | Zeit (s) |
| ----- | ----------------------- | ---- | -------- |
| 1     | Caroline Tomaz          | BRA  | 13,26    |
| 2     | Micaela de Mello        | BRA  | 13,34    |
| 3     | María Ignacia Eguiguren | CHI  | 13,81    |
| 4     | María Alejandra Rocha   | COL  | 13,83    |
| 5     | Elisa Keitel            | CHI  | 14,02    |
| 6     | Leyka Archibold         | PAN  | 14,52    |
| 7     | Rossmary Paredes        | PAR  | 14,98    |
| 8     | Millie Díaz             | URU  | 15,29    |

Finale: 30. Juli
Wind: +0,3 m/s

### 400 m Hürden
| Platz | Athletin                | Land | Zeit (s) |
| ----- | ----------------------- | ---- | -------- |
| 1     | Chayenne da Silva       | BRA  | 55,90    |
| 2     | Bianca Amaro dos Santos | BRA  | 57,30    |
| 3     | Valeria Cabezas         | COL  | 57,31    |
| 4     | Virginia Villalba       | ECU  | 57,46    |
| 5     | Leyka Archibold         | PAN  | 63,81    |
|       | Fatima Amarilla         | PAR  | DNF      |

30. Juli

### 3000 m Hindernis
| Platz | Athlet              | Land | Zeit (min)  |
| ----- | ------------------- | ---- | ----------- |
| 1     | Tatiane da Silva    | BRA  | 09:55,73    |
| 2     | Simone Ferraz       | BRA  | 09:59,44    |
| 3     | Clara Baiocchi      | ARG  | 10:19,71    |
| 4     | María José Calfilaf | CHI  | 10:23,92 NR |
| 5     | Carolina Lozano     | ARG  | 10:25,71    |
| 6     | Stefany López       | COL  | 10:31,17    |
| 7     | Tania Chávez Moser  | BOL  | 10:46,72    |
| 8     | Yajaira Rubio       | COL  | 10:48,62    |

29. Juli

### 4 × 100 m Staffel
| Platz | Land        | Athletinnen                                                                     | Zeit (s) |
| ----- | ----------- | ------------------------------------------------------------------------------- | -------- |
| 1     | Brasilien   | Ana Azevedo Vitória Cristina Rosa Bárbara Leôncio Rosângela Santos              | 43,47    |
| 2     | Kolumbien   | Evelin Rivera Angélica Gamboa Shary Vallecilla Melany Bolaño                    | 44,18    |
| 3     | Chile       | Viviana Olivares Isidora Jiménez Anaís Hernández Javiera Cañas                  | 44,40 NR |
| 4     | Argentinien | Sofía Casetta María Florencia Lamboglia Belén Fritzsche María Victoria Woodward | 45,14    |
| 5     | Bolivien    | Lauren Mendoza Leticia Arispe Alini Delgadillo Valeria Quispe                   | 46,89    |
|       | Paraguay    | Ruth Baez Macarena Giménez Briza Dure Xenia Hiebert                             | DNF      |

29. Juli

### 4 × 400 m Staffel
| Platz | Land        | Athletinnen                                                         | Zeit (min) |
| ----- | ----------- | ------------------------------------------------------------------- | ---------- |
| 1     | Kolumbien   | Lina Licona Valeria Cabezas Jennifer Padilla Evelis Aguilar         | 3:31,39    |
| 2     | Brasilien   | Jainy Barreto Júlia Aparecida Rocha Daysiellen Dias Tiffani Marinho | 3:31,63    |
| 3     | Chile       | Poulette Cardoch Berdine Castillo Anaís Hernández Martina Weil      | 3:35,39    |
| 4     | Ecuador     | Virginia Villalba Andrea Calderón Aimara Nazareno Nicole Caicedo    | 3:46,43    |
| 5     | Bolivien    | Lucía Sotomayor Cecilia Gómez Tania Guasace Mariana Arce            | 3:48,77    |
| 6     | Argentinien | Noelia Martínez Evangelina Thomas Martina Escudero Camila Roffo     | 3:53,15    |

30. Juli

### 20.000 m Bahngehen
| Platz | Athlet               | Land | Zeit (h)           |
| ----- | -------------------- | ---- | ------------------ |
| 1     | Mary Luz Andía       | PER  | 1:29:07,5 CR AR WL |
| 2     | Paula Torres         | ECU  | 1:33:0,1           |
| 3     | Gabriela Muniz       | BRA  | 1:33:31,8          |
| 4     | Ángela Castro        | BOL  | 1:35:21,1          |
| 5     | Mayra Quispe         | BOL  | 1:35:29,6          |
| 6     | Natalia Pulido       | COL  | 1:36:30,5          |
| 7     | Yoci Caballero       | PER  | 1:41:07,6          |
| 8     | Gabrielly dos Santos | BRA  | 1:43:35,7          |

29. Juli

### Hochsprung
| Platz | Athletin              | Land | Höhe (m) |
| ----- | --------------------- | ---- | -------- |
| 1     | Valdiléia Martins     | BRA  | 1,84     |
| 2     | María Isabel Arboleda | COL  | 1,78     |
| 3     | Jennifer Rodríguez    | COL  | 1,78     |
| 4     | Maria Eduarda Barbosa | BRA  | 1,75     |
| 5     | Lorena Aires          | ARG  | 1,70     |
| 6     | Joyce Micolta         | ECU  | 1,70     |

29. Juli

### Stabhochsprung
| Platz | Athletin              | Land | Höhe (m) |
| ----- | --------------------- | ---- | -------- |
| 1     | Juliana Campos        | BRA  | 4,60     |
| 2     | Robeilys Peinado      | VEN  | 4,50     |
| 3     | Stefany Castillo      | COL  | 4,20     |
| 4     | Isabel de Quadros     | BRA  | 4,00     |
| 5     | Luciana Gómez-Iriondo | ARG  | 3,60     |
| 6     | Antonia Crestani      | CHI  | 3,40     |
| 7     | Josefina Brítez       | PAR  | 3,20     |

28. Juli

### Weitsprung
| Platz | Athletin               | Land | Weite (m) |
| ----- | ---------------------- | ---- | --------- |
| 1     | Eliane Martins         | BRA  | 6,62      |
| 2     | Lissandra Campos       | BRA  | 6,32      |
| 3     | Yuliana Angulo         | ECU  | 6,26      |
| 4     | Angie Vanessa Palacios | COL  | 6,18      |
| 5     | Rocío Muñoz            | CHI  | 6,07      |
| 6     | Valeria Quispe         | BOL  | 5,80      |
| 7     | Estrella Lobo          | COL  | 5,75      |
| 8     | Noelia Vera            | PAR  | 5,54      |

30. Juli

### Dreisprung
| Platz | Athletin            | Land | Weite (m) |
| ----- | ------------------- | ---- | --------- |
| 1     | Gabriele dos Santos | BRA  | 13,92     |
| 2     | Estrella Lobo       | COL  | 13,54 PB  |
| 3     | Adriana Chila       | ECU  | 13,42     |
| 4     | Mairy Pires         | VEN  | 13,38     |
| 5     | Liuba Zaldívar      | ECU  | 13,33     |
| 6     | Nerli Cantoñi       | COL  | 13,26 PB  |
| 7     | Ketllyn Zanette     | BRA  | 13,13     |
| 8     | Valeria Quispe      | BOL  | 13,07     |

28. Juli

### Kugelstoßen
| Platz | Athletin           | Land | Weite (m) |
| ----- | ------------------ | ---- | --------- |
| 1     | Ivana Gallardo     | CHI  | 17,39     |
| 2     | Lívia Avancini     | BRA  | 17,04     |
| 3     | Natalia Duco       | CHI  | 16,93     |
| 4     | Ahymará Espinoza   | VEN  | 16,66     |
| 5     | Sandra Lemos       | COL  | 16,54     |
| 6     | Ana Caroline Silva | BRA  | 16,11     |
| 7     | Alicia Grootfaam   | SUR  | 13,43     |

28. Juli

### Diskuswurf
| Platz | Athletin           | Land | Weite (m) |
| ----- | ------------------ | ---- | --------- |
| 1     | Izabela da Silva   | BRA  | 61,26     |
| 2     | Karen Gallardo     | CHI  | 59,92     |
| 3     | Andressa de Morais | BRA  | 59,92     |
| 4     | Yerlín Palacios    | COL  | 53,21     |
| 5     | Ailén Armada       | ARG  | 53,17     |
| 6     | Catalina Bravo     | CHI  | 45,92     |

29. Juli

### Hammerwurf
| Platz | Athletin           | Land | Weite (m) |
| ----- | ------------------ | ---- | --------- |
| 1     | Rosa Rodríguez     | VEN  | 68,12     |
| 2     | Mayra Gaviria      | COL  | 67,07     |
| 3     | Ximena Zorrilla    | PER  | 65,92     |
| 4     | Nereida Santa      | ECU  | 62,68     |
| 5     | Daniela Gómez      | ARG  | 62,36     |
| 6     | Ana Caroline Silva | BRA  | 61,91     |
| 7     | Mariana García     | CHI  | 61,44     |
| 8     | Mariana Marcelino  | BRA  | 59,76     |

30. Mai

### Speerwurf
| Platz | Athletin              | Land | Weite (m) |
| ----- | --------------------- | ---- | --------- |
| 1     | Flor Ruíz             | COL  | 61,82     |
| 2     | Jucilene de Lima      | BRA  | 60,68     |
| 3     | María Lucelly Murillo | COL  | 59,75     |
| 4     | Juleisy Ángulo        | ECU  | 58,14     |
| 5     | Manuela Rotundo       | URU  | 54,66     |
| 6     | Laila Ferrer de Silva | BRA  | 53,78     |
| 7     | María Paz Ríos        | CHI  | 52,65     |
| 8     | Laura Paredes         | PAR  | 51,02     |

30. Juli

### Siebenkampf
| Platz | Athletin               | Land | Punkte |
| ----- | ---------------------- | ---- | ------ |
| 1     | Martha Araújo          | COL  | 5785   |
| 2     | Tamara de Sousa        | BRA  | 5314   |
| 3     | María Fernanda Murillo | COL  | 5229   |
| 4     | Ana Paula Argüello     | PAR  | 5170   |
| 5     | Joyce Micolta          | ECU  | 5150   |
| 6     | Roberta dos Santos     | BRA  | 4850   |

29./30. Juli

## Männer

### 100 m
| Platz | Athlet                  | Land | Zeit (s)          |
| ----- | ----------------------- | ---- | ----------------- |
| 1     | Issam Asinga            | SUR  | 09,89 CR AR WU20R |
| 2     | Erik Cardoso            | BRA  | 09,97 NR          |
| 3     | Ronal Longa             | COL  | 09,99 NR NU20R    |
| 4     | Paulo André de Oliveira | BRA  | 10,03             |
| 5     | Alonso Edward           | PAN  | 10,14             |
| 6     | David Vivas             | VEN  | 10,24 NR          |
| 7     | Katriel Angulo          | ECU  | 10,28 PB          |
| 8     | Neiker Abello           | COL  | 10,33             |

Finale: 28. Juli
Wind: +0,8 m/s

### 200 m
| Platz | Athlet          | Land | Zeit (s) |
| ----- | --------------- | ---- | -------- |
| 1     | Issam Asinga    | SUR  | 20,19 CR |
| 2     | Alonso Edward   | PAN  | 20,30    |
| 3     | César Almirón   | PAR  | 20,49    |
| 4     | Jorge Vides     | BRA  | 20,59    |
| 5     | Óscar Baltán    | COL  | 20,89    |
| 6     | Juan Ciampitti  | ARG  | 21,01    |
| 7     | Katriel Angulo  | ECU  | 21,14    |
|       | Carlos Palacios | COL  | DNS      |

Finale: 30. Juli
Wind: +0,7 m/s

### 400 m
| Platz | Athlet             | Land | Zeit (s) |
| ----- | ------------------ | ---- | -------- |
| 1     | Anthony Zambrano   | COL  | 45,52    |
| 2     | Elián Larregina    | ARG  | 45,63    |
| 3     | Jhon Perlaza       | COL  | 45,86    |
| 4     | Kelvis Padrino     | VEN  | 46,06    |
| 5     | Javier Gómez       | VEN  | 46,89    |
| 6     | Maxsuel dos Santos | BRA  | 47,04    |
| 7     | Pedro Emmert       | ARG  | 47,50    |
| 8     | Lucas Carvalho     | BRA  | 46,64    |

Finale: 29. Juli

### 800 m
| Platz | Athletin           | Land | Zeit (min) |
| ----- | ------------------ | ---- | ---------- |
| 1     | Eduardo Ribeiro    | BRA  | 1:47,12    |
| 2     | Rafael Muñoz       | CHI  | 1:47,27    |
| 3     | José Antonio Maita | VEN  | 1:47,65    |
| 4     | Jelssin Robledo    | COL  | 1:48,16    |
| 5     | Ryan López         | VEN  | 1:48,79    |
| 6     | Guilherme Kurtz    | BRA  | 1:48,80    |
| 7     | Fernando Arévalo   | CHI  | 1:49,01    |
| 8     | Leandro Paris      | ARG  | 1:49,18    |

30. Juli

### 1500 m
| Platz | Athlet             | Land | Zeit (min) |
| ----- | ------------------ | ---- | ---------- |
| 1     | Diego Lacamoire    | ARG  | 3:47,99    |
| 2     | Guilherme Kurtz    | BRA  | 3:48,111   |
| 3     | André Carlos Sales | BRA  | 3:49,29    |
| 4     | Luis Viáfara       | COL  | 3:49,27    |
| 5     | Gersón Montes      | ECU  | 3:50,66    |
| 6     | Eduardo Gregorio   | URU  | 3:52,62    |
| 7     | Alfredo Toledo     | CHI  | 3:53,73    |
| 8     | Ericky dos Santos  | PAR  | 4:05,22    |

28. Juli

### 5000 m
| Platz          | Athlet            | Land | Zeit (min)  |
| -------------- | ----------------- | ---- | ----------- |
| 1              | Valentín Soca     | URU  | 13:55:42    |
| 2              | Julián Molina     | ARG  | 13:55,75    |
| 3              | Altobeli da Silva | BRA  | 13:55,91    |
| 4              | Diego Arévalo     | ECU  | 14:04,05 PB |
| 5              | Ignacio Velásquez | CHI  | 14:14,44    |
| 6              | Martín Cuestas    | URU  | 14:18,51    |
| 7              | Wendell Souza     | BRA  | 14:33,28    |
|                | Carlos San Martín | COL  | DNF         |
| Diego Uribe    | CHI               | DNF  |             |
| José Zabala    | ARG               | DNF  |             |
| Julio Palomino | PER               | DNF  |             |

31. Mai

### 10.000 m
| Platz | Athlet            | Land | Zeit (min)  |
| ----- | ----------------- | ---- | ----------- |
| 1     | Carlos Díaz       | CHI  | 28:57,18    |
| 2     | Ignacio Velásquez | CHI  | 29:00,91    |
| 3     | Diego Arévalo     | ECU  | 29:10,79 PB |
| 4     | José Luis Rojas   | PER  | 29:15,91    |
| 5     | Ignacio Erario    | ARG  | 29:23,77    |
| 6     | Luis Ostos        | PER  | 29:27,73    |
| 7     | Martín Cuestas    | URU  | 30:04,90    |
| 8     | Edgar Chávez      | ARG  | 32:23,42    |

28. Juli

### 110 m Hürden
| Platz | Athlet             | Land | Zeit (s) |
| ----- | ------------------ | ---- | -------- |
| 1     | Eduardo de Deus    | BRA  | 13,59    |
| 2     | Brayan Rojas       | COL  | 13,72    |
| 3     | Martín Sáenz       | CHI  | 13,76    |
| 4     | Denner Cordeiro    | BRA  | 13,84    |
| 5     | Renzo Cremaschi    | ARG  | 14,04    |
| 6     | Juan Pablo Germaín | CHI  | 14,05    |
| 7     | Marcos Herrera     | ECU  | 14,21    |
|       | Mauricio Garrido   | PER  | DSQ      |

Finale: 30. Juli
Wind: −0,9 m/s

### 400 m Hürden
| Platz          | Athlet          | Land | Zeit (s) |
| -------------- | --------------- | ---- | -------- |
| 1              | Matheus Lima    | BRA  | 49,44    |
| 2              | Bruno De Genaro | ARG  | 50,35    |
| 3              | Cristóbal Muñoz | CHI  | 50,89    |
| 4              | Márcio Teles    | BRA  | 50,91    |
| 5              | Diego Courbis   | CHI  | 51,55    |
| 6              | Iván Brítez     | PAR  | 56,40    |
|                | Julio Rodríguez | VEN  | DSQ      |
| Damián Moretta | ARG             | DNF  |          |

30. Juli

### 3000 m Hindernis
| Platz | Athlet            | Land | Zeit (min) |
| ----- | ----------------- | ---- | ---------- |
| 1     | Julián Molina     | ARG  | 8:36,47    |
| 2     | Carlos San Martín | COL  | 8:39,23    |
| 3     | Julio Palomino    | PER  | 8:48,93    |
| 4     | Mauricio Valdivia | CHI  | 8:56,77    |
| 5     | Didier Rodríguez  | PAN  | 9:01,68    |
| 6     | Matheus da Silva  | BRA  | 9:09,07    |
| 7     | Vinícius Alves    | BRA  | 9:10,76    |
| 8     | Jimmy Gómez       | ECU  | 9:32,48    |

29. Juli

### 4 × 100 m Staffel
| Platz | Land        | Athleten                                                                | Zeit (s)  |
| ----- | ----------- | ----------------------------------------------------------------------- | --------- |
| 1     | Brasilien   | Paulo André de Oliveira Felipe Bardi Erik Cardoso Rodrigo do Nascimento | 38,70     |
| 2     | Paraguay    | Jonathan Wolk Misael Zalazar Fredy Maidana César Almirón                | 39,25 NR  |
| 3     | Venezuela   | David Vivas Rafael Vásquez Alexis Nieves Bryant Álamo                   | 40,02     |
| 4     | Argentinien | Daniel Londero Bautista Diamante Juan Ciampitti Franco Florio           | 39,85 =NR |
| 5     | Ecuador     | Katriel Angulo Anderson Marquínez Steeven Salas Roy Chila               | 40,85     |
|       | Kolumbien   | Jhonny Rentería Bernardo Baloyes Carlos Palacios Neiker Abello          | DNF       |

29. Juli

### 4 × 400 m Staffel
| Platz | Land        | Athleten                                                               | Zeit (min) |
| ----- | ----------- | ---------------------------------------------------------------------- | ---------- |
| 1     | Venezuela   | Javier Gómez Julio Rodríguez Kelvis Padrino José Antonio Maita         | 3:04,14    |
| 2     | Brasilien   | Vitor Hugo de Miranda Lucas Carvalho Maxsuel dos Santos Douglas Mendes | 3:04,15    |
| 3     | Argentinien | Pedro Emmert Bruno De Genaro Julián Gaviola Elián Larregina            | 3:05,76    |
| 4     | Kolumbien   | Jhon Solís Raúl Mena Gustavo Barrios Jhon Perlaza                      | 3:06,63    |
| 5     | Ecuador     | Steeven Salas Alan Minda Lenin Sánchez Francisco Tejeda                | 3:08,07    |
| 6     | Chile       | Cristóbal Muñoz Rafael Muñoz Diego Courbis Martín Zabala               | 3:14,96    |

30. Juli

### 20.000 m Bahngehen
| Platz | Athlet            | Land | Zeit (h)     |
| ----- | ----------------- | ---- | ------------ |
| 1     | Luis Henry Campos | PER  | 1:21:25,6    |
| 2     | Jonathan Amores   | ECU  | 1:21:42,9    |
| 3     | Max dos Santos    | BRA  | 1:23:21,7    |
| 4     | Juan Manuel Cano  | ARG  | 1:24:01,1    |
| 5     | Luca Mazzo        | BRA  | 1:25:10,0    |
| 6     | Yassir Cabrera    | PAN  | 1:25:55,6 NR |
| 7     | Kevin Cahuana     | PER  | 1:28:55,0    |
| 8     | Yohan Melillán    | CHI  | 1:37:07,0    |

29. Juli

### Hochsprung
| Platz | Athlet            | Land | Höhe (m) |
| ----- | ----------------- | ---- | -------- |
| 1     | Carlos Layoy      | ARG  | 2,23     |
| 2     | Fernando Ferreira | BRA  | 2,21     |
| 3     | Talles Silva      | BRA  | 2,13     |
| 4     | Gilmar Devinson   | COL  | 2,10     |
| 5     | Pedro Álamos      | CHI  | 2,05     |
| 6     | Tichani Sake      | SUR  | 1,95     |

30. Juli

### Stabhochsprung
| Platz | Athlet               | Land | Höhe (m) |
| ----- | -------------------- | ---- | -------- |
| 1     | Germán Chiaraviglio  | ARG  | 5,55     |
| 2     | Dyander Pacho        | ECU  | 5,40     |
| 3     | Ricardo David Montes | VEN  | 5,40 =NR |
| 4     | Augusto Dutra        | BRA  | 5,40     |
| 5     | Lucas Alisson        | BRA  | 5,35 PB  |
| 6     | Guillermo Correa     | CHI  | 5,20     |
| 7     | Daniel Zupeuc        | CHI  | 5,20     |
| 8     | Austin Ramos         | ECU  | 5,20     |

28. Juli

### Weitsprung
| Platz | Athlet            | Land | Weite (m) |
| ----- | ----------------- | ---- | --------- |
| 1     | Emiliano Lasa     | URU  | 8,08      |
| 2     | Lucas dos Santos  | BRA  | 7,83      |
| 3     | José Luis Mandros | PER  | 7,76      |
| 4     | Weslley Beraldo   | BRA  | 7,69      |
| 5     | Vicente Belgeri   | CHI  | 7,62      |
| 6     | Leodán Torrealba  | VEN  | 7,35      |
| 7     | Adrián Reyes      | PAN  | 7,28      |
| 8     | Lutalo Boyce      | GUY  | 7,20      |

28. Juli
Dem ursprünglichen Sieger Arnovis Dalmero aus Kolumbien wurde die Goldmedaille kurz nach seinem Gewinn wegen unerlaubter Schuhe aberkannt.

### Dreisprung
| Platz | Athlet           | Land | Weite (m) |
| ----- | ---------------- | ---- | --------- |
| 1     | Almir dos Santos | BRA  | 17,24 CR  |
| 2     | Geiner Moreno    | COL  | 16,58     |
| 3     | Leodán Torrealba | VEN  | 16,52     |
| 4     | Steeven Palacios | ECU  | 16,26     |
| 5     | Luis Reyes       | CHI  | 16,23     |
| 6     | Mateus de Sá     | BRA  | 15,94     |
| 7     | Doniquel Werson  | SUR  | 15,88     |
| 8     | Maximiliano Díaz | ARG  | 15,86     |

28. Juli

### Kugelstoßen
| Platz | Athlet                 | Land | Weite (m) |
| ----- | ---------------------- | ---- | --------- |
| 1     | Welington Morais       | BRA  | 20,59     |
| 2     | Nazareno Sasia         | ARG  | 19,75     |
| 3     | Willian Dourado        | BRA  | 19,45     |
| 4     | Ignacio Carballo       | ARG  | 18,94     |
| 5     | Flies Matiás Puschell  | CHI  | 17,65     |
| 6     | José Joaquin Ballivián | CHI  | 17,28     |

30. Juli

### Diskuswurf
| Platz | Athlet                  | Land | Weite (m) |
| ----- | ----------------------- | ---- | --------- |
| 1     | Claudio Romero          | CHI  | 63,24     |
| 2     | Juan Caicedo            | ECU  | 62,46     |
| 3     | Mauricio Ortega         | COL  | 60,15     |
| 4     | Lucas Nervi             | CHI  | 59,64     |
| 5     | Wellinton da Cruz Filho | BRA  | 58,95     |
| 6     | Alan de Falchi          | BRA  | 58,92     |
| 7     | Juan Ignacio Solito     | ARG  | 53,63     |

29. Juli

### Hammerwurf
| Platz | Athlet              | Land | Weite (m) |
| ----- | ------------------- | ---- | --------- |
| 1     | Humberto Mansilla   | CHI  | 75,92 CR  |
| 2     | Gabriel Kehr        | CHI  | 75,57     |
| 3     | Joaquín Gómez       | ARG  | 73,77     |
| 4     | Allan Wolski        | BRA  | 69,58     |
| 5     | Elías Mauricio Díaz | COL  | 66,76     |
| 6     | Alencar Pereira     | BRA  | 65,87     |

28. Juli

### Speerwurf
| Platz | Athlet                   | Land | Weite (m) |
| ----- | ------------------------ | ---- | --------- |
| 1     | Pedro Henrique Rodrigues | BRA  | 80,28     |
| 2     | Billy Julio              | COL  | 78,72     |
| 3     | Luiz Mauricio da Silva   | BRA  | 77,17     |
| 4     | Lars Flaming             | PAR  | 72,93 PB  |
| 5     | José Escobar             | ECU  | 72,04     |
| 6     | Antonio Ortiz            | PAR  | 69,57     |
| 7     | Jonathan Cedeño          | PAN  | 68,18     |

30. Juli

### Zehnkampf
| Platz | Athlet           | Land | Punkte |
| ----- | ---------------- | ---- | ------ |
| 1     | José Santana     | BRA  | 8058   |
| 2     | Santiago Ford    | CHI  | 7845   |
| 3     | Gerson Izaguirre | VEN  | 7691   |
| 4     | Andy Preciado    | ECU  | 7679   |
| 5     | Lucas Catanhede  | BRA  | 7504   |
| 6     | Julio Angulo     | COL  | 5869   |
| 7     | Elmer Díaz       | COL  | 6060   |

28./29. Juli

## Mixed

### 4 × 400 m Staffel
| Platz | Land        | Athleten                                                                  | Zeit (min)    |
| ----- | ----------- | ------------------------------------------------------------------------- | ------------- |
| 1     | Kolumbien   | Jhon Perlaza Lina Licona Anthony Zambrano Evelis Aguilar                  | 3:14,79 CR AR |
| 2     | Brasilien   | Tiago Lemes da Silva Júlia Aparecida Rocha Douglas Mendes Jainy Barreto   | 3:18,02       |
| 3     | Ecuador     | Alan Minda Anahí Suárez Francisco Tejeda Nicole Caicedo                   | 3:24,42       |
| 4     | Paraguay    | Marcos Antonio González Fatima Amarilla Antoliano Arrua Montserrath Gauto | 3:39,54       |
|       | Argentinien | Bruno De Genaro Noelia Martínez Julián Gaviola Camila Roffo               | DNF           |

28. Juli

## Medaillenspiegel
| Platz | Land        |    |    |    |    |
| ----- | ----------- | -- | -- | -- | -- |
| 1     | Brasilien   | 19 | 15 | 10 | 44 |
| 2     | Kolumbien   | 7  | 10 | 9  | 26 |
| 3     | Argentinien | 6  | 4  | 4  | 14 |
| 4     | Chile       | 5  | 5  | 7  | 17 |
| 5     | Peru        | 3  | 2  | 2  | 7  |
| 6     | Venezuela   | 2  | 1  | 5  | 8  |
| 7     | Suriname    | 2  | 0  | 0  | 2  |
| 8     | Ecuador     | 1  | 5  | 7  | 13 |
| 9     | Uruguay     | 1  | 2  | 1  | 4  |
| 10    | Paraguay    | 0  | 1  | 1  | 2  |
| 11    | Panama      | 0  | 1  | 0  | 1  |